# Дитрихинген
Дитрихинген (њем. Dietrichingen) општина је у њемачкој савезној држави Рајна-Палатинат. Једно је од 84 општинска средишта округа Југозападни Палатинат. Према процјени из 2010. у општини је живјело 378 становника. Посједује регионалну шифру (AGS) 7340208.

## Географски и демографски подаци
Дитрихинген се налази у савезној држави Рајна-Палатинат у округу Југозападни Палатинат. Општина се налази на надморској висини од 245 метара. Површина општине износи 9,4 km². У самом мјесту је, према процјени из 2010. године, живјело 378 становника. Просјечна густина становништва износи 40 становника/km².